# Anne-Louise Élie de Beaumont
Anne-Louise Élie de Beaumont, cuyo nombre de nacimiento era Morin de Mesnil (Caen, 1729-París, 12 de enero de 1783), fue una escritora francesa.
Escribió Lettres du marquis de Roselle (1761) y la tercera parte de las Anecdotes de la Cour et du règne d'Edouard II, roi d'Angleterre (1776), de las que Claudine Guérin de Tencin había escrito las dos primeras.
Se casó con Jean-Baptiste-Jacques Élie de Beaumont.

## Obras
- Lettres du marquis de Roselle, 1761.[2]
- Anecdotes de la Cour et du règne d'Edouard II, roi d'Angleterre, 1776.